# Chấn thương đầu
Chấn thương đầu là bất kỳ chấn thương nào dẫn đến chấn thương sọ hoặc não. Các thuật ngữ chấn thương sọ não và chấn thương đầu thường được sử dụng thay thế cho nhau trong các tài liệu y khoa. Bởi vì chấn thương ở đầu bao gồm phạm vi chấn thương rộng như vậy, có nhiều nguyên nhân khiến cho tai nạn bao gồm tai nạn, té ngã, tấn công vật lý hoặc tai nạn giao thông đều có thể gây thương tích ở đầu.
Số ca chấn thương đầu mới là 1,7 triệu tại Hoa Kỳ mỗi năm, với khoảng 3% các sự cố này dẫn đến tử vong. Người lớn bị chấn thương đầu thường xuyên hơn bất kỳ nhóm tuổi nào do té ngã, tai nạn xe cơ giới, va chạm hoặc bị vật thể tấn công hoặc tấn công. Tuy nhiên, trẻ em có thể gặp chấn thương đầu do ngã do tai nạn hoặc nguyên nhân cố ý (chẳng hạn như bị đánh hoặc lắc) dẫn đến phải nhập viện. Chấn thương não có được (acquired brain injury - ABI) là một thuật ngữ được sử dụng trong các đối tượng thích hợp để phân biệt chấn thương não xảy ra sau khi sinh do chấn thương, do rối loạn di truyền hoặc rối loạn bẩm sinh.
Không giống như xương gãy nơi chấn thương cơ thể là rõ ràng, chấn thương đầu đôi khi có thể dễ thấy hoặc không rõ ràng. Trong trường hợp chấn thương đầu mở, hộp sọ bị nứt và vỡ bởi một vật thể tiếp xúc với não. Điều này dẫn đến chảy máu. Các triệu chứng rõ ràng khác có thể mang tính thần kinh. Người bệnh có thể trở nên buồn ngủ, cư xử bất thường, mất ý thức, nôn mửa, đau đầu dữ dội, có kích thước đồng tử không khớp và/hoặc không thể di chuyển một số bộ phận của cơ thể. Trong khi những triệu chứng này xảy ra ngay sau khi chấn thương đầu xảy ra, nhiều vấn đề có thể phát triển sau này trong cuộc sống. Bệnh Alzheimer, ví dụ, có nhiều khả năng phát triển ở một người đã trải qua một chấn thương đầu.

## Phân loại
Chấn thương đầu bao gồm cả chấn thương não và những phần khác của đầu, chẳng hạn như da đầu và hộp sọ. Chấn thương đầu có thể là đóng hoặc mở. Một chấn thương sọ não kín  là nơi mà các màng cứng vẫn còn nguyên vẹn. Hộp sọ có thể bị nứt, nhưng không nhất thiết. Một chấn thương đầu xuyên thấu xảy ra khi một vật thể xuyên qua hộp sọ và phá vỡ màng cứng. Chấn thương não có thể là lan tỏa, xảy ra trên một khu vực rộng, hoặc khu trú, chỉ nằm trong một khu vực nhỏ cụ thể. Chấn thương đầu có thể gây nứt xương sọ, có thể có hoặc không liên quan đến chấn thương não. Một số bệnh nhân có thể bị gãy xương sọ tuyến tính hoặc trầm cảm. Nếu xuất huyết nội sọ xảy ra, một khối máu tụ trong hộp sọ có thể gây áp lực lên não. Các loại xuất huyết nội sọ bao gồm tụ máu dưới màng cứng, dưới màng nhện, ngoại sọ và tụ máu nội sọ. Phẫu thuật cắt bỏ sọ được sử dụng trong những trường hợp này để giảm bớt áp lực bằng cách rút hết máu.
Chấn thương não có thể xảy ra tại vị trí va chạm, nhưng cũng có thể ở phía đối diện của hộp sọ do hiệu ứng co thắt (tác động lên đầu có thể khiến não di chuyển trong hộp sọ, khiến não tác động vào bên trong hộp sọ đối diện với tác động ban đầu). Nếu tác động làm cho đầu di chuyển, chấn thương có thể trở nên tồi tệ hơn, bởi vì não có thể quay lại bên trong hộp sọ gây ra các tác động bổ sung, hoặc não có thể đứng yên (do quán tính) nhưng bị va chạm bởi hộp sọ di chuyển (cả hai đều bị co thắt chấn thương).